# Wingecarribee
Wingecarribee är en kommun i Australien. Den ligger i delstaten New South Wales, i den sydöstra delen av landet, omkring 110 kilometer sydväst om delstatshuvudstaden Sydney. Antalet invånare var 47 882 vid folkräkningen 2016.
Följande samhällen finns i Wingecarribee:
- Bowral
- Moss Vale
- Mittagong
- Bundanoon
- Colo Vale
- Robertson
- Exeter
- Berrima
- Fitzroy Falls
- Kangaloon
- Burrawang